# Encephalartos longifolius
Encephalartos longifolius — вид голонасінних рослин класу саговникоподібні (Cycadopsida).
Етимологія: лат. longis — «довгий» і лат. folius — «лист».

## Опис
Рослини деревовиді; стовбур 4 м заввишки, 30–45 см діаметром. Листки довгочерешкові, довжиною 100—200 см, темно-зелені або синьо-зелені, напівглянсові; хребет жовтуватий, прямий з останньою третиною різко загнутою; черешок прямий, без колючок. Листові фрагменти ланцетні; середні — довжиною 20 см, 20–30 мм завширшки. Пилкові шишки 1–3, яйцеподібні, зелені, довжиною 40–60 см, 15–20 см, діаметром. Насіннєві шишки 1–3, яйцевиді, зелені, завдовжки 40–60 см, 30–40 см діаметром. Насіння довгасте, довжиною 40–50 мм, шириною 20–30 мм, саркотеста червона.

## Поширення, екологія
Країни поширення: ПАР (Східна Капська провінція). Записаний від 200 до 700 м над рівнем моря. Цей вид зустрічається в різних місцях проживання з великими відмінностями в ґрунті й клімату. 

## Загрози та охорона
Єдина реальна загроза це надмірний збір рослин з дикої природи. Популяції захищені в англ. Baviaanskloof Conservation Area, Groendal Wilderness Area, Longmore State Forest, Addo Elephant Park.